# 光度距離
光度距離 (こうどきょり、英語: luminosity distance) とは、天体の絶対等級とみかけの等級から定まる距離の指標のひとつ。

## 定義
ある天体の光度を {\displaystyle L}、フラックス（輝度）を {\displaystyle \ell } とするとき、関係式
{\displaystyle \ell ={\frac {L}{4\pi d_{L}^{2}}}}
により定義される距離の次元を持つ量 {\displaystyle d_{L}} をその天体の光度距離と呼ぶ。あるいは同じことだが、天体の絶対等級を {\displaystyle M}、見かけの等級を {\displaystyle m} とするとき、その天体の光度距離 {\displaystyle d_{L}} (パーセクを単位とする) は
{\displaystyle M=m-5(\log _{10}{d_{L}}-1)\!\,}
により定義される。
近傍（低赤方偏移）の宇宙においては光度距離はその天体までの物理的な距離に一致するものの、遠方（高赤方偏移）においては宇宙膨張のために光度距離は物理的な距離（共動距離）とは一致しなくなる。

## 赤方偏移との関係

異なる密度パラメータに対する赤方偏移と光度距離の関係のグラフ。ダークエネルギーと物質のみの宇宙を仮定し (すなわち)、物質の密度パラメータ に対する光度距離の赤方偏移依存性をプロットしたもの。

天体の光度距離 {\displaystyle d_{L}} と共動距離 {\displaystyle x} は
{\displaystyle d_{L}=(1+z)S_{k}(x)}
という関係にある。ここに {\displaystyle S_{K}} は宇宙の曲率 {\displaystyle K} から定まる関数
{\displaystyle S_{K}(x)={\begin{cases}\sinh \left({\sqrt {-K}}x\right)/{\sqrt {-K}}&(K<0)\\x&(K=0)\\\sin \left({\sqrt {K}}x\right)/{\sqrt {K}}&(K>0)\end{cases}}}
である。共動距離 {\displaystyle x} は赤方偏移 {\displaystyle z} と、{\displaystyle H(z)} をハッブルパラメータとして
{\displaystyle x=\int _{0}^{z}{\frac {c\,dz'}{H(z')}}}
という関係にある。これによって天体の光度距離 {\displaystyle d_{L}} を赤方偏移 {\displaystyle z} の関数とみなすことができ、それをプロットしたグラフはハッブル図として知られている。この関数関係 {\displaystyle d_{L}(z)} はハッブルパラメータ {\displaystyle H(z)} を通じて宇宙の膨張則に依存しており、ここから宇宙論パラメータの制限を得ることができる。